# Selecció de futbol del Paraguai
La selecció de futbol del Paraguai representa el Paraguai a les competicions internacionals de futbol. És controlada per l'Associació Paraguaiana de Futbol. L'actual seleccionador és Víctor Genes.

## Història

### Inicis (1900-1930)
Poc després de la introducció del futbol al Paraguai de la mà de Williams Paats, la Liga Paraguaya de Futbol (en l'actualitat Asociación Paraguaya de Fútbol) va ser creada en el 1906.
El primer enfrontament del qual va prendre part la selecció paraguaiana va celebrar-se l'any 1910 front un club argentí de la ciutat de Corrientes anomenat el Club Atlético Social Hércules, el qual va fer arribar la invitació al combinat paraguaià amb motiu de la celebració del centenari de la República Argentina. Això no obstant, el partit que protagonitzaria nou anys després al costat del seleccionat argentí va ser el primer a ser reconegut per la FIFA.
El seu primer partit internacional es va produir l'11 de maig de 1919, a Asunción, davant la Selecció de futbol de l'Argentina.
| Paraguai | 1:5 | Argentina                        |
| -------- | --- | -------------------------------- |
| Casado   |     | Ochandío (2) Laguna (2) Polimeni |

Paraguai en dit encontre va tenir el següent equip titular: Martínez; Ríos i González; Benítez, Brítez i Hermosilla; Casabianca, Carreras, Ferreira, Casado i Núñez. L'Argentina jugaria amb: Tesorieri; Sancet i Recanattini; López, Busso i Célico; Bianatti, Laguna, Ochandío, Adet, i Polimeni.
A causa del creixent nombre d'invitacions per jugar partits i tornejos internacionals, l'Asociación Paraguaya de Fútbol va decidir crear oficialment la selecció nacional i triar una samarreta de ratlles roges i blanques que fins ara romanen com els colors oficials (preses de la bandera paraguaiana).

## Resultats recents
Copa Amèrica del 2011:
| Equips    | Pts | PJ | PG | PE | PP | GF | GC | Dif |
| --------- | --- | -- | -- | -- | -- | -- | -- | --- |
| Veneçuela | 4   | 2  | 1  | 1  | 0  | 1  | 0  | +1  |
| Paraguai  | 2   | 2  | 0  | 2  | 0  | 2  | 2  | 0   |
| Brasil    | 2   | 2  | 0  | 2  | 0  | 2  | 2  | 0   |
| Equador   | 1   | 2  | 0  | 1  | 1  | 0  | 1  | −1  |

## Paraguai a les Copes del Món
Campions      Finalistes      Tercers      Quarts
| Historial a la Copa del Món | Historial a la Copa del Món | Historial a la Copa del Món | Historial a la Copa del Món | Historial a la Copa del Món | Historial a la Copa del Món | Historial a la Copa del Món | Historial a la Copa del Món | Historial a la Copa del Món |
| Edició                      | Ronda                       | Posició                     | PJ                          | PG                          | PE                          | PP                          | GF                          | GC                          |
| --------------------------- | --------------------------- | --------------------------- | --------------------------- | --------------------------- | --------------------------- | --------------------------- | --------------------------- | --------------------------- |
| 1930                        | Primera fase                | 9s                          | 2                           | 1                           | 0                           | 1                           | 3                           | 5                           |
| 1934                        | No hi participà             | No hi participà             | No hi participà             | No hi participà             | No hi participà             | No hi participà             | No hi participà             | No hi participà             |
| 1938                        | No hi participà             | No hi participà             | No hi participà             | No hi participà             | No hi participà             | No hi participà             | No hi participà             | No hi participà             |
| 1950                        | Primera fase                | 11s                         | 2                           | 0                           | 1                           | 1                           | 2                           | 4                           |
| 1954                        | No es classificà            | No es classificà            | No es classificà            | No es classificà            | No es classificà            | No es classificà            | No es classificà            | No es classificà            |
| 1958                        | Primera fase                | 12s                         | 3                           | 1                           | 1                           | 1                           | 9                           | 12                          |
| 1962                        | No es classificà            | No es classificà            | No es classificà            | No es classificà            | No es classificà            | No es classificà            | No es classificà            | No es classificà            |
| 1966                        | No es classificà            | No es classificà            | No es classificà            | No es classificà            | No es classificà            | No es classificà            | No es classificà            | No es classificà            |
| 1970                        | No es classificà            | No es classificà            | No es classificà            | No es classificà            | No es classificà            | No es classificà            | No es classificà            | No es classificà            |
| 1974                        | No es classificà            | No es classificà            | No es classificà            | No es classificà            | No es classificà            | No es classificà            | No es classificà            | No es classificà            |
| 1978                        | No es classificà            | No es classificà            | No es classificà            | No es classificà            | No es classificà            | No es classificà            | No es classificà            | No es classificà            |
| 1982                        | No es classificà            | No es classificà            | No es classificà            | No es classificà            | No es classificà            | No es classificà            | No es classificà            | No es classificà            |
| 1986                        | Vuitens de final            | 13s                         | 4                           | 1                           | 2                           | 1                           | 4                           | 6                           |
| 1990                        | No es classificà            | No es classificà            | No es classificà            | No es classificà            | No es classificà            | No es classificà            | No es classificà            | No es classificà            |
| 1994                        | No es classificà            | No es classificà            | No es classificà            | No es classificà            | No es classificà            | No es classificà            | No es classificà            | No es classificà            |
| 1998                        | Vuitens de final            | 14s                         | 4                           | 1                           | 2                           | 1                           | 3                           | 2                           |
| 2002                        | Vuitens de final            | 16s                         | 4                           | 1                           | 1                           | 2                           | 6                           | 7                           |
| 2006                        | Primera fase                | 18s                         | 3                           | 1                           | 0                           | 2                           | 2                           | 2                           |
| 2010                        | Quarts de final             | 8s                          | 5                           | 1                           | 3                           | 1                           | 3                           | 2                           |
| 2014                        | No es classificà            | No es classificà            | No es classificà            | No es classificà            | No es classificà            | No es classificà            | No es classificà            | No es classificà            |
| 2018                        | No es classificà            | No es classificà            | No es classificà            | No es classificà            | No es classificà            | No es classificà            | No es classificà            | No es classificà            |
| 2022                        | No es classificà            | No es classificà            | No es classificà            | No es classificà            | No es classificà            | No es classificà            | No es classificà            | No es classificà            |
| 2026                        | Pendent                     | Pendent                     | Pendent                     | Pendent                     | Pendent                     | Pendent                     | Pendent                     | Pendent                     |
| 2030                        | Pendent                     | Pendent                     | Pendent                     | Pendent                     | Pendent                     | Pendent                     | Pendent                     | Pendent                     |
| 2034                        | Pendent                     | Pendent                     | Pendent                     | Pendent                     | Pendent                     | Pendent                     | Pendent                     | Pendent                     |
| Total                       | Quarts de final             | Quarts de final             | 27                          | 7                           | 10                          | 10                          | 30                          | 38                          |

## Entrenadors
| Dates   | Nom                 |
| ------- | ------------------- |
| 1921    | José Durand Laguna  |
| 1922–26 | Manuel Fleitas      |
| 1942–43 | Manuel Fleitas      |
| 1945    | José Durand Laguna  |
| 1945–46 | Aurelio González    |
| 1947–53 | Manuel Fleitas      |
| 1954    | Vessilio Bartoli    |
| 1955    | César López Fretes  |
| 1955    | Luis Magín Gómez    |
| 1956    | Julio Ramírez       |
| 1957–59 | Aurelio González    |
| 1959    | Benjamín Laterza    |
| 1960    | Eduardo López Morán |
| 1960–61 | Aurelio González    |
| 1962    | Fulgencio Romero    |
| 1963    | Ondino Viera        |

| Dates   | Name                  |
| ------- | --------------------- |
| 1964–65 | Manuel Fleitas        |
| 1966    | Aurelio González      |
| 1967    | Benjamín Fernández    |
| 1967–68 | Aurelio González      |
| 1969    | José María Rodríguez  |
| 1970    | Benjamín Laterza      |
| 1970–72 | Aurelio González      |
| 1973    | Paulo Amaral          |
| 1973    | Washington Etchamendi |
| 1974    | Aurelio González      |
| 1974    | José María Rodríguez  |
| 1976–77 | Ramón Rodríguez       |
| 1979    | Luis Magín Gómez      |
| 1979–80 | Ranulfo Miranda       |
| 1980–83 | Carlos Monín          |
| 1983    | Ramón Rodríguez       |

| Dates   | Name                   |
| ------- | ---------------------- |
| 1983–85 | Ranulfo Miranda        |
| 1985–87 | Cayetano Ré            |
| 1987    | Juan Francisco Rivera  |
| 1987    | Silvio Parodi          |
| 1988–89 | Eduardo Luján Manera   |
| 1990    | Óscar Valdez           |
| 1991–92 | Carlos Kiese           |
| 1992–93 | Sergio Markarián       |
| 1993    | Héctor Corte           |
| 1993    | Alicio Solalinde       |
| 1993    | Valdir Espinosa        |
| 1993–94 | Alicio Solalinde       |
| 1995    | László Kubala          |
| 1996    | Gerardo González       |
| 1996–98 | Paulo César Carpegiani |
| 1998    | Julio Carlos Gómez     |

| Dates     | Name                  |
| --------- | --------------------- |
| 1998–99   | Ever Hugo Almeida     |
| 1999–2001 | Sergio Markarián      |
| 2001      | Víctor Genes          |
| 2001–02   | Cesare Maldini        |
| 2002–06   | Aníbal Ruiz           |
| 2006      | Raúl Vicente Amarilla |
| 2006–11   | Gerardo Martino       |
| 2011–12   | Francisco Arce        |
| 2012–13   | Gerardo Pelusso       |
| 2013–2014 | Víctor Genes          |
| 2014–2016 | Ramón Díaz            |
| 2016–     | Francisco Arce        |